# Bolitophila alberta
Bolitophila alberta är en tvåvingeart som beskrevs av Fisher 1937. Bolitophila alberta ingår i släktet Bolitophila och familjen smalbensmyggor.
Artens utbredningsområde är Alberta. Inga underarter finns listade i Catalogue of Life.